# Mšenský potok (přítok Ohře)
Mšenský potok je vodní tok v okrese Litoměřice. Je dlouhý 14,9 km, plocha jeho povodí měří 66,9 km² a průměrný průtok v ústí je 0,16 m³/s.

## Průběh toku
Potok pramení v Černochově ve výšce 295 metrů. Protéká vesnicemi Ječovice a Ředhošť, za kterou se stáčí k severovýchodu do Mšeného. Za ním vytváří široký oblouk směrem k severu a severozápadu. Protéká Vrbkou, po pravé straně mine Budyni nad Ohří, u které vtéká na území přírodního parku Dolní Poohří, a po několika stech metrů se ve výšce 165 metrů vlévá do bočního ramena řeky Ohře (Malá Ohře). Severně od Mšeného se na levém břehu potoka nachází přírodní památka Na Dlouhé stráni. Na celé délce toku potok protéká Dolnooharskou tabulí.